# Дмитрівка (Бородянська селищна громада)
Дмитрівка (до 1941 р. — Го́ле, до 2016 р. — Жовтневе) — село Бучанського району Київської області. Населення — близько 230 жителів. Входить до складу Бородянської селищної громади. Селом протікає річка Мирчанка.

## Історія
Село Голе засноване у 17 столітті.
Лаврентій Похилевич писав про село таке: 
| "Селище Голе знаходиться за 5 верст на захід від с. Дружня, має лісисто-низовинне розташування; болотистий струмок Вабля тече за 3 версти від села. Жителів має 452. Біля села є могила називана Голою, яка і дала назву селу. За словами жителів у ній колись було поховано голим покараного на смерть чоловіка за крадіжку з бортів меду. Броніслав Росцишевський у 1856 році продав був цей маєток Людвіку Тишецькому, що побудував скляний завод, який незабаром згорів. У 1872 році маєток (254 десятин польової і 462 лісової землі) купив з торгів Степан Лозицький". |
1941 року місцева влада змінила назву Голе на Жовтневе, можливо через те, що у радянської влади ця назва ототожнювалась з поняттям «злидні».
В «Історії міст і сіл Української РСР» про Дмитрівку початку 1970-х подано таку інформацію:

| Жовтневе (до 1939 р. Голе) — село, центр сільської Ради, розташоване за 14 км від районного центру. Населення — 437 чоловік. Сільраді підпорядкований населений пункт Озерщина. Місцевий колгосп «Комінтерн» має 1 тис. га сільськогосподарських угідь, у т. ч. 730 га орної землі. В селі є початкова школа, клуб, бібліотека. За бойові заслуги під час Другої світової війни 115 жителів нагороджено орденами й медалями СРСР. |

### Російсько-українська війна
Російські війська увійшли в село Дмитрівка 5 березня 2022 року з боку Озерщини за два кілометри на південь від неї. Вони займали село до 30 березня 2022 року, після чого під покровом ночі відійшли з села.